# Cacherat
Der Cacherat ist ein Fluss in Frankreich, der im Département Loire in der Region Auvergne-Rhône-Alpes verläuft. Er entspringt unter dem Namen Maladière in den Monts de la Madelaine, im Gemeindegebiet von Ambierle, ändert nochmals seinen Namen auf Fillerin, entwässert gut die Hälfte seines Laufweges in östlicher Richtung, dreht dann nach Norden, ändert nochmals seinen Namen auf die letztgültige Bezeichnung Cacherat und mündet nach rund 19 Kilometern beim Weiler Beauvallon, im Gemeindegebiet von Noailly als rechter Nebenfluss in die Teyssonne.

## Orte am Fluss
(Reihenfolge in Fließrichtung)
- Pierrefitte, Gemeinde Ambierle
- Ambierle
- Saint-Haon-le-Vieux
- Saint-Germain-Lespinasse
- Saint-Romain-la-Motte
- Noailly
- Beauvallon, Gemeinde Noailly